# Eugnophomyia apache
Eugnophomyia apache är en tvåvingeart som först beskrevs av Alexander 1946.  Eugnophomyia apache ingår i släktet Eugnophomyia och familjen småharkrankar. Inga underarter finns listade i Catalogue of Life.